# Claude Gauthier (peintre)
Pour les articles homonymes, voir Gauthier et Claude Gauthier (homonymie).
Claude Gauthier est un peintre monégasque né en 1939 à Neuilly-sur-Seine. L'artiste coloriste crée des peintures de grand format et des cartes postales. Il s'inspire des événements annuels de la Principauté de Monaco et en particulier son Rocher, lors des différentes festivités ou événements traditionnels qui s'y déroulent.

## Biographie
Claude Gauthier est né en 1939 à Neuilly-sur-Seine. 
Ses œuvres font partie de la collection permanente du Musée international d'Art naïf Anatole Jakovsky à Nice. Son travail a été exposé à Milan en septembre 2015,,. Un an plus tard, en juin-juillet 2016, il est exposé au Jardin exotique de Monaco.

## Prix et distinctions
- Officier de l'ordre du Mérite culturel (2011)[5],[6]
- Médaille de platine Arts-Sciences-Lettres depuis 2019